# Chéjov (Moscú)
Chéjov (en ruso: Че́хов), conocida antes como Lopasnia, es una localidad del óblast de Moscú, en Rusia. Centro administrativo del raión de Chéjov, se encuentra ubicada a orillas del río Lopasnia (un afluente del río Oká). Según el censo de 2010, contaba con una población de 73.400 habitantes.

## Historia
Chéjov se desarrolló a partir del asentamiento Lopasnia, llamado así debido al río que atraviesa el lugar. Obtuvo el estatus de ciudad o górod en 1954 y tres años después fue renombrada como Chéjov, en memoria del prominente escritor ruso Antón Chéjov (1860-1904).

## Transporte
La localidad cuenta con una plataforma para pasajeros del ferrocarril Moscú-Tula. También, se comunica con otras localidades por medio de rutas de buses interurbanos (Moscú-Chéjov, Moscú-Obolenski, Moscú-Sérpujov y  Moscú-Protvinó).

## Sitios de interés
A 15 km de la localidad se encuentra la villa de Mélijovo, donde se encuentra el museo de Antón Chéjov en la casa en la que vivió el escritor con su familia.
En las afueras de Chéjov se encuentra el Davidov Hermitage, con la fama de ser el monasterio más rico de Rusia. Contiene un conjunto de iglesias de los siglos XVII y XVIII.
Cerca a la localidad está ubicado el Genshtab (Estado General de las Fuerzas Armadas de Rusia). En época de la Segunda Guerra Mundial fue el centro de comando de las operaciones soviéticas. Está enterrado bajo tierra, y se encuentra conectado con el Kremlin de Moscú por medio de un ferrocarril subterráneo, el llamado Metro-2 de Moscú, línea operada por el Servicio Federal de Seguridad (FSB).

## Evolución demográfica
| Censo | 1959 | 1967 | 1970 | 1979 | 1982 | 1986 | 1989 | 1992 | 1996 | 1998 | 2000 | 2001 | 2003 | 2005 | 2006 | 2007 |
| ----- | ---- | ---- | ---- | ---- | ---- | ---- | ---- | ---- | ---- | ---- | ---- | ---- | ---- | ---- | ---- | ---- |
| Pob.  | 18,8 | 28   | 37,6 | 52,5 | 54   | 57   | 59,2 | 60,2 | 60,1 | 59,8 | 59,1 | 59,2 | 72,9 | 73   | 73,1 | 73,4 |

## Ciudades hermanadas
- Fastiv, Ucrania.
- Kapil, Bielorrusia.
- Krasnohvardiske, Ucrania.
- Pazardzhik, Bulgaria.
- Příbram, República Checa.
- Saratoga Springs, Estados Unidos.